# Міщенко Лариса Василівна
Лари́са Васи́лівна Мі́щенко (нар. 22 липня 1941, Конотоп) — українська художниця; членкиня Спілки радянських художників України з 1971 року. Працює в галузі монументального мистецтва. Авторка мозаїк, вітражів, гобеленів, живописних картин, ікон. 

## Життєпис
Народилася 22 липня 1941 року в місті Конотопі (нині Сумська область, Україна). 1967 року закінчила Московське вище художньо-промислове училище, де навчалася, зокрема, у Гелія Коржева, Володимира Козлинського.
У 1970-ті роки працювала на Київському комбінаті монументально-декоративного мистецтва. 
Живе у Києві, в будинку на бульварі Лесі Українки, № 5-А, квартира № 86. Дружина художника Анатолія Гайдамаки, мати художниці Христини Гайдамаки.

## Творчість
Серед робіт:
живопис
- «Рівновага» (1990, полотно, олія);
- «Ексельсіор» (1992);
- триптих «73 роки» (1993);
- «Чайка на ім'я Джонатан» (1993);
- «Паралельні світи» (2010);
- «Сестра» (2017);
- «Внучка» (2018).

монументальні твори у Києві

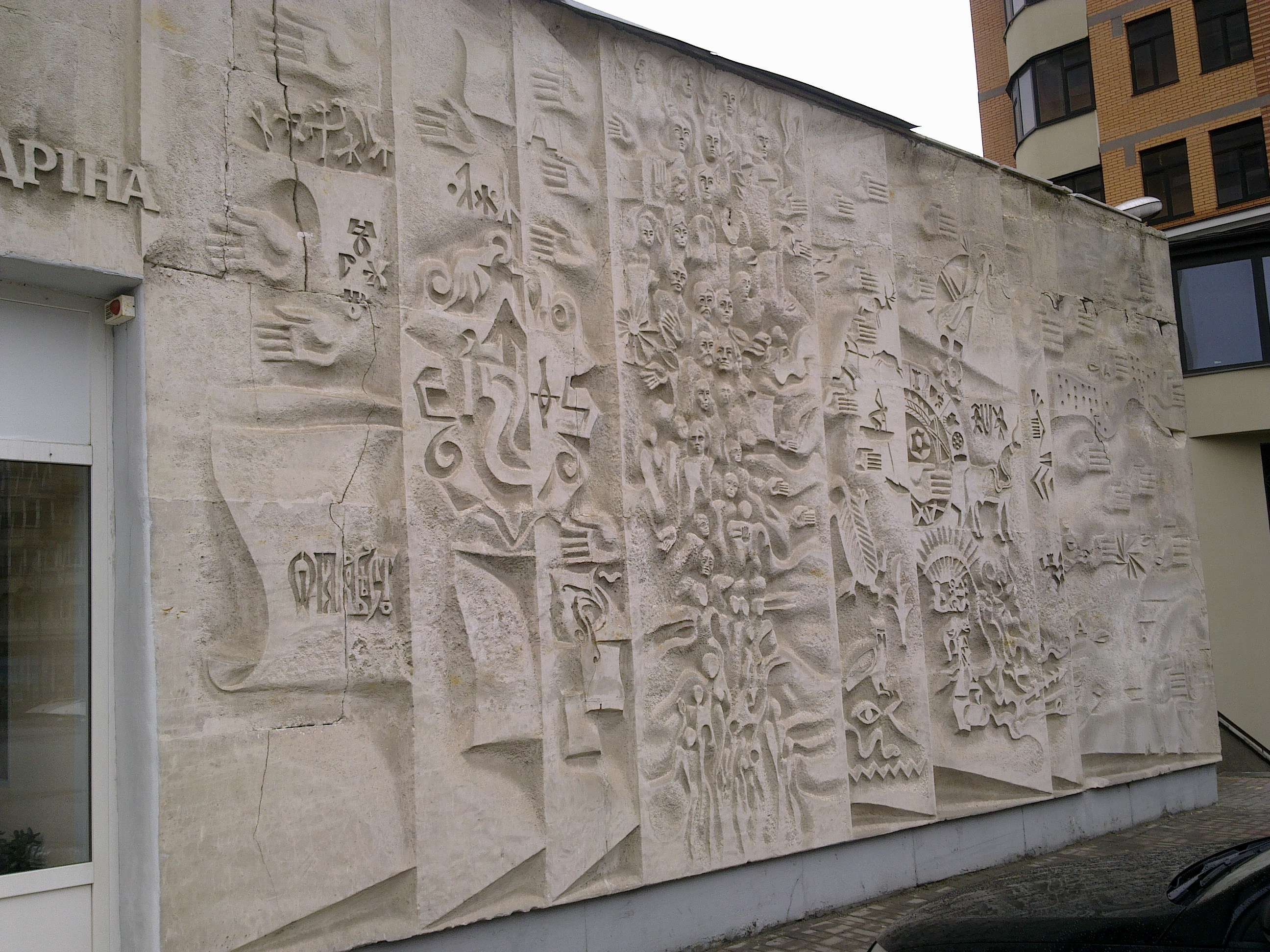
різьблення на фасаді Печерської бібліотеки

- серія мозаїчних панно на фасаді житлових будинків на бульварі Лесі Українки, № 24, 28 (1969—1973, у співавторстві);
- різьблення на камені для Центральної бібліотеки Печерська на бульварі Лесі Українки, № 7 (1975);
- енкавстика в готелі «Мир» (1980);
- гобелени і вітражі у Палаці мистецтв «Українському домі» (1982);
- гобелени
  - «Думи мої…» в Національному музеї Тараса Шевченка (1989, вовна, ручне ткацтво);
  - диптих «Яблуневий сад» в будівлі банку «Україна» (1992—1993, вовна, ручне ткацтво);

інше
- розпис храму Святої Трійці у македонському місті Радовиші (2000—2003);
- ікони для іконостаса церкви святого Миколая в селі Малоріченському в Криму (2005).

Брала участь у всеукраїнських, всесоюзних, зарубіжних мистецьких виставках з 1966 року. Персональна виставка відбулася у Києві у 1990 році.

## Відзнаки
- Грамота Президії Верховної Ради УРСР (1982)[2];
- Заслужений художник УРСР з 1989 року.